# Bekilli
Bekilli là một huyện thuộc tỉnh Denizli, Thổ Nhĩ Kỳ. Huyện có diện tích 253 km² và dân số thời điểm năm 2007 là 8691 người, mật độ 34 người/km².